# Paul Milgrom
Paul Robert Milgrom, född 20 april 1948 i Detroit, Michigan, är en amerikansk nationalekonom. Han tilldelades 2020 Sveriges Riksbanks pris i ekonomisk vetenskap till Alfred Nobels minne tillsammans med Robert B. Wilson för sitt arbete med auktionsteori.
Milgroms forskningsområde är spelteori, framför allt auktionsteori och prissättningsstrategier. Han är verksam vid Stanford University där han sedan 1987 innehar Shirley och Leonard Ely-professuren i humaniora och vetenskap.